# Hans Kluge (Mediziner)

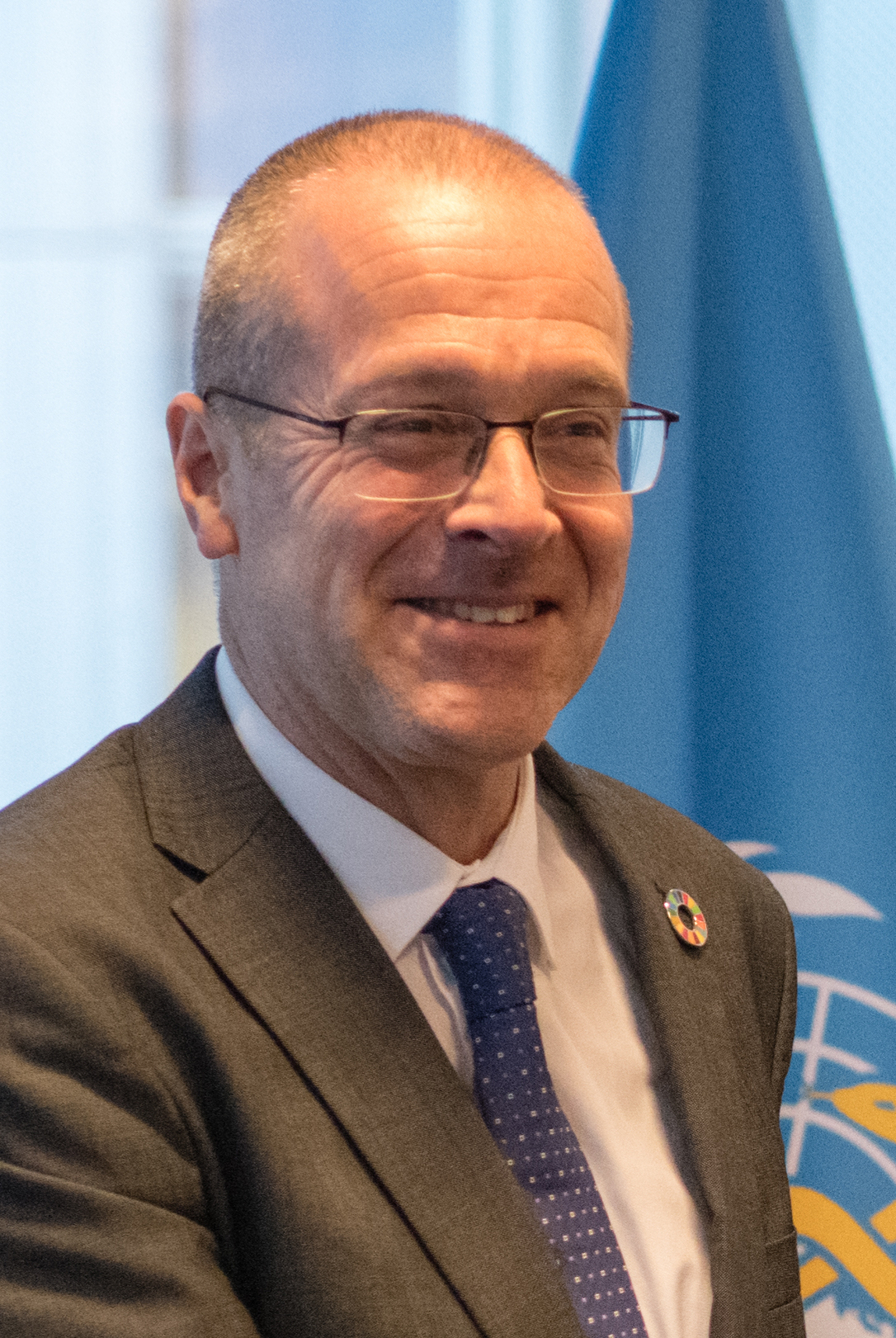
Hans Kluge, 2024

Hans Henri P. Kluge (* 29. November 1968 in Roeselare) ist ein belgischer Arzt. Er wurde Ende 2019 zum Regionaldirektor für Europa bei der Weltgesundheitsorganisation (WHO) ernannt und trat das Amt am 1. Februar 2020 an.
Entscheidende Gremien waren das WHO-Regionalkomitee für Europa und der WHO-Verwaltungsrat.

## Biographie
Er absolvierte seine Schulausbildung 1986 am katholischen Klein Seminarie Roeselare. Als Student war er Mitglied der konservativen flämischen Studentenverbindung KVHV Leuven. Seinen Bachelor-Abschluss erlangte er am Kortijk Campus der KU Löwen KULAK. 1994 schloss er sein Studium der Medizin mit Spezialisierung auf Chirurgie und Geburtshilfe an der Katholischen Universität Löwen ab. Er wurde als Allgemeinmediziner in Belgien approbiert und ließ sich als Hausarzt nieder. Für Ärzte ohne Grenzen nahm er an Einsätzen in Liberia, Somalia und Russland teil.
1999 trat er in die Dienste der WHO, zunächst in der Bekämpfung der Tuberkulose in Russland. Auch später bei der WHO in Myanmar war die Tuberkulosebekämpfung seine Hauptaufgabe. Seit 2009 gehört er zum WHO-Regionalbüro Europa, 2010 stieg zum Abteilungsleiter Gesundheitssysteme und öffentliche Gesundheit und zum Sonderbeauftragten für die Bekämpfung der gegen Antibiotika multiresistenten und hochresistenten Tuberkulose auf.
Zum Zeitpunkt seiner Ernennung zum europäischen Regionaldirektor verfügt er über 25 Jahre Erfahrung in der medizinischen Praxis und im Gesundheitswesen in vielen Bereichen der Welt.
Kluge ist verheiratet und hat zwei Töchter.

## Hans Kluge und WHO-Europa
Er spricht neben seiner niederländischen Muttersprache sämtliche vier Amtssprachen der WHO-Region Europa: Französisch, Deutsch, Englisch und Russisch. In den Auswahlprüfungen für die Wahl zum Regionaldirektor wurde er mit „hervorragend“ bewertet und war der beste unter sechs Bewerbern.
Die Aufgabe des WHO-Regionaldirektors besteht darin, gemeinsam mit den Gesundheitsministern und obersten Gesundheitsbehörden der 53 Mitgliedstaaten die Gesundheit der Europäer zu überwachen.
Zu den Herausforderungen für eine nachhaltige Gesundheitspolitik in Europa gehören außer der gegenwärtigen COVID-19-Pandemie:
- immer mehr Menschen leiden an chronischen oder psychischen Erkrankungen und durch Luftverschmutzung verursachten Krankheiten
- weniger Menschen werden geimpft und der Missbrauch von Antibiotika verursacht zunehmende Antibiotikaresistenzen
- es besteht europaweit Mangel an Pflegepersonal, ein grenzüberschreitender Lösungsansatz ist erforderlich
- steigende Kosten für Arzneimittel

## In den Medien
Ende Februar 2021 wurde in verschiedenen Medien die Meldung verbreitet, er glaube an ein baldiges Ende der COVID-19-Pandemie. Es ist fraglich, wie diese Behauptung entstanden ist. Die meisten Medien, die diese Behauptung unterstützen, beziehen sich auf ein Interview mit dem öffentlich-rechtlichen Fernsehen Dänemarks, DR. Der entsprechende Beitrag enthält jedoch keine solche Aussage von ihm. Hans Kluge sagte darauf in verschiedenen Medien, dass er nie etwas derartiges geäußert habe. Die Rechercheplattform Mimikama sagt, die missverstandene Äußerung sei möglicherweise die Antwort im DR bei Minute 27:55 und transkribiert sie als (leicht korrigiert) „No one can predict the course of the pandemic, but I would say, that as a working assumption let’s say, beginning of 2022 we will be done with the pandemic. The virus will still be there, but i don't think there will be need for disruptive interventions. So I would like to say, a message of optimism.“ Nicht nur Mimikama, auch das ZDF und die Deutsche Welle sehen diese Berichte als Missverständnisse an.
Am 22. Juli 2021 gab er dem Handelsblatt ein ausführliches Interview. Die Lockerungen der Vorsichtsmaßnahmen im Vereinigten Königreich und anderen Ländern bei steigenden Variante-Delta-Inzidenzen nannte er „inakzeptabel“,
zum seit Wochen reduzierten Impffortschritt sagte er, ein zu langsamer Impffortschritt werde die Entstehung neuer gefährlicher Varianten begünstigen. Er lobte Angela Merkels Strategie beim Werben für die Impfung, äußerte Skepsis gegenüber den Auswirkungen von Impfpflichten auf die allgemeine Meinung, warb auch für die Impfung von Kindern und bezeichnete die Herdenimmunität als „realistisches Ziel“. Impfnationalismus lehnte er ab, auch in dieser Hinsicht lobte er die deutsche Bundesregierung als „stärkste[n] Befürworter multilateraler Lösungen“. Die Aussetzung von Patentrechten, sogenannte WTO-TRIPS-Abkommen-Waiver-Regelungen betrachtete er als mögliche Notmaßnahme, vor der jedoch andere Versuche unternommen werden sollten. In diesem Zusammenhang sagte er ohne Namensnennung: „Es gibt … Länder, die sich für eine Aussetzung des Patentschutzes stark machen, gleichzeitig aber Ausfuhrrestriktionen … eingeführt haben. Das passt nicht zusammen.“